# Алканоламини
Алканоламините или аминоалкохолите са химични съединения, съдържащи хидроксилна (-OH) и амино (-NH2, -NHR или -NR2) функционална група върху алканов въглероден скелет. Терминът алканоламини е широк термин, който понякога се използва в подкласификации.

## 2-Аминоалкохоли
2-аминоалкохолите са основен клас органични съединения, съдържащи едновременно аминна и алкохолна функционална група. Те се формират често при реакция на амини с епоксиди. Тези съединения намират разнообразни индустриални приложения. Прости аминоалкохоли се използват като разтворители и при производство на синтетични междинни и висококипящи основи.

## Основни представители
- коламин
- холин
- ацетилхолин
- сфингозин
- хептаминол
- изоетарин
- пропаноламини
- етаноламин (прост аминоалкохол)
- метаноламин (прост аминоалкохол)
- диметилетаноламин
- N-метилетаноламин

## Бета-блокери
Подклас бета-блокери често се нарича алканоламина бета-блокери. Типични примери са:
- Пропранолол
- Пиндолол

## Натурални продукти
Повечето протеини и пептиди съдържат алкохол и аминогрупи. Две аминокиселини формално казано са алканоламини: серина и хидроксипролина.
- Вератридин и вератрин
- тропанови алкалоиди като атропин
- хормоните и невротрансмитери адреналин (епинефрин) и норадреналин (норепинефрин)

## 2-аминоалкохоли от аминокиселини
По принцип всяка аминокиселина може да бъде хидрогенирана до съответните 2-аминоалкохоли. Примери за това са пролинол (от пролин) и валинол (от валина).